# اوسووا بیتیشکا
اوسووا بیتیشکا (به چکی: Osová Bítýška) یک منطقهٔ مسکونی در جمهوری چک است که در ناحیه ژدار ناد سازاووو واقع شده‌است. اوسووا بیتیشکا ۱۰٫۳ کیلومتر مربع مساحت و ۸۶۳ نفر جمعیت دارد و ۵۲۴ متر بالاتر از سطح دریا واقع شده‌است.